# El Rodeo, Chiapas
El Rodeo är en ort i Mexiko.   Den ligger i kommunen Motozintla och delstaten Chiapas, i den sydöstra delen av landet, 900 km sydost om huvudstaden Mexico City. El Rodeo ligger 1 798 meter över havet och antalet invånare är 120.
Terrängen runt El Rodeo är bergig norrut, men söderut är den kuperad. Runt El Rodeo är det ganska tätbefolkat, med 78 invånare per kvadratkilometer. Närmaste större samhälle är Motozintla de Mendoza, 4,8 km öster om El Rodeo. Omgivningarna runt El Rodeo är en mosaik av jordbruksmark och naturlig växtlighet.